# Umeå (đô thị)

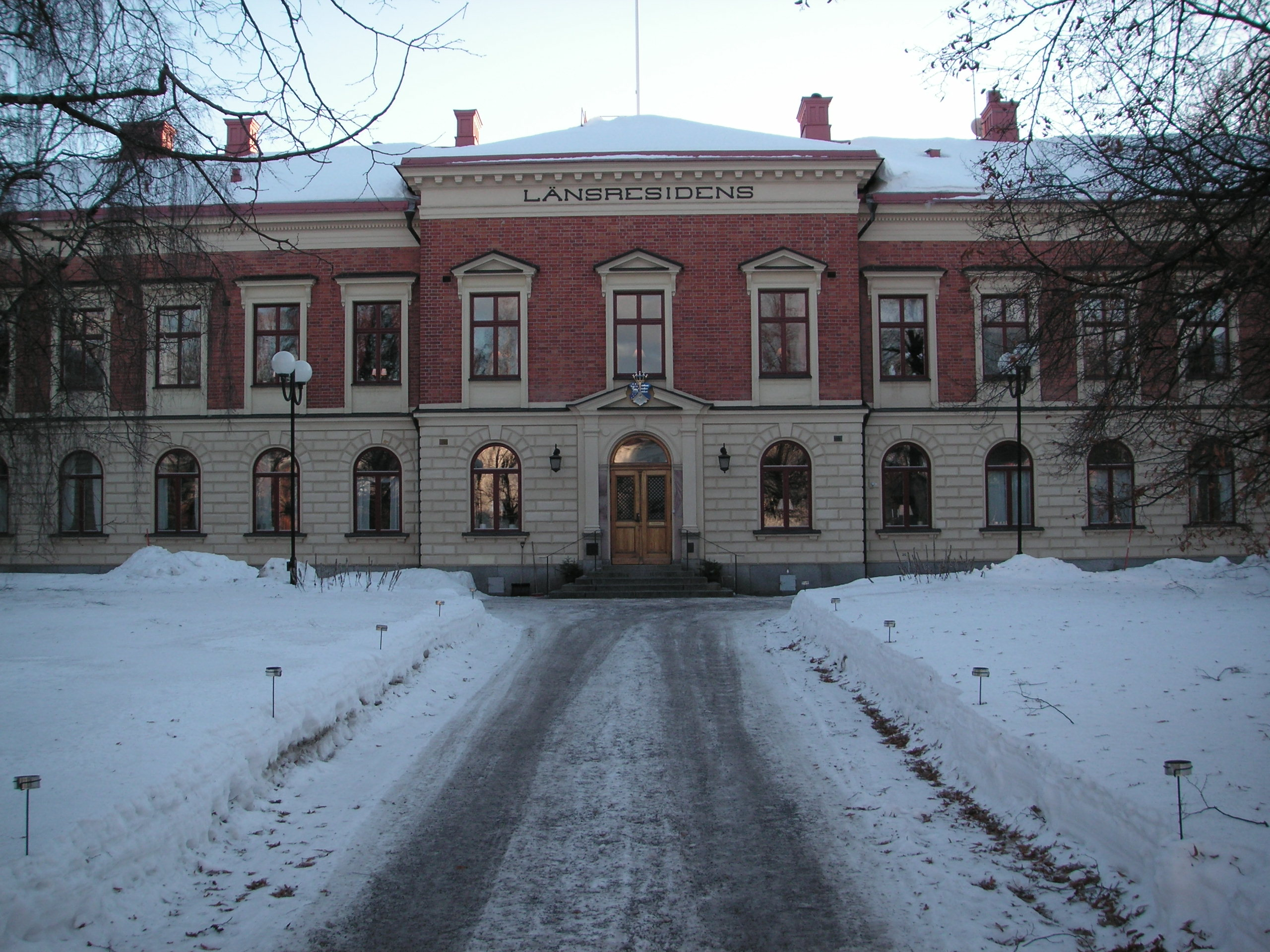

Đô thị Umeå (Umeå kommun) là một trong 290 đô thị của Thụy Điển. Đô thị này nằm ở Västerbotten (hạt) ở phía bắc Thụy Điển. Thành phố Umeå là thủ phủ.

## Các trung tâm dân cư
- Botsmark
- Bullmark
- Brännland
- Ersmark
- Gravmark
- Gunnismark
- Hissjön
- Holmsund
- Innertavle
- Obbola
- Sävar
- Stöcke
- Stöcksjö
- Sörmjöle
- Tavelsjö
- Tomtebo
- Täfteå
- Umeå (thủ phủ)

## Các thành phố kết nghĩa
- Vasa, Phần Lan
- Harstad, Na Uy
- Helsingör, Đan Mạch
- Würzburg, Đức
- Petrozavodsk, Nga
- Saskatoon, Canada